# Seznam italijanskih graverjev
Seznam italijanskih graverjev.

## A
- Andrea Andreani

## B
- Sisto Badalocchio
- Pietro Santi Bartoli
- Francesco Bartolozzi
- Stefano della Bella
- Giambattista Bodoni

## C
- Domenico Campagnola
- Giovanni Agnolo Canini
- Giovanni Jacopo Caraglio
- Annibale Carracci
- Francesco Carracci
- Giovanni Battista Cipriani

## F
- Maso Finiguerra
- Pietro Fontana (graver)

## L
- Alessandro Longhi

## M
- Andrea Mantegna
- Marcantonio
- Raffaello Sanzio Morghen

## R
- Marcantonio Raimondi
- Guido Reni ?

## S
- Luigi Schiavonetti

## T
- Pietro Testa (1611–1650)